# 蒙朱菲梅利亚
蒙朱菲梅利亚（義大利語：Mongiuffi Melia），是意大利西西里大区墨西拿廣域市的一个市镇。总面积24平方公里，人口683人，人口密度28.5人/平方公里（2009年）。ISTAT代码为083055。